# Локалізований плазмон
Локалізований плазмон — колективне збудження електронного газу й коливань електромагнітного поля, зосереджених в малих металічних частинках чи навколо іншорідних включень або порожнин у металі.
Локалізовані плазмони взаємодіють із зовнішнім електромагнітним полем (на відміну від об'ємних плазмонів) проявляються в оптичних спектрах у вигляді широких резонансів із максимумами на певних частотах, що залежать для малих металічних часток від діелектричних властивостей металічної частки й середовища, в якому вона знаходиться й від форми частки. Ці частоти назваються також частотами поверхневих плазмових резонансів. Залежність частот поверхневих плазмових резонансів від розмірів частинок невелика (при тій умові, що частинки набагато менші за довжину світла).
Завдяки локалізованим плазмонам суспензії дрібних металічних частинок (наприклад, золотих або сріблих) яскраво забарвлені. Колір суспензії в залежності від форми частинок і діелектричної сталої оточення може змінюватися в широкому діапазоні від блакитного до червоного.

## Сферична металева частинка
У випадку сферичної форми малої металевої частинки у середовищі з діелектричною проникністю {\displaystyle \varepsilon _{0}} частоти локалізованих плазмонів визначаються умовою
{\displaystyle \varepsilon _{m}(\omega )+{\frac {l+1}{l}}\varepsilon _{0}=0},
де {\displaystyle \varepsilon _{m}(\omega )} — залежна від частоти діелектрична проникливість металу, l — додатне ціле число.
Найважливішим резонансом є дипольний резонанс, для якого l = 1. Світлом збуджується лише цей резонанс. Резонанси з більшими l можна збудити електронними пучками. При {\displaystyle l\to \infty } частоти локалізованих плазмонів збігаються до частоти поверхневого плазмона, який може розповсюджуватися на плоскій границі розділу металу й діелектрика.

## Сферична порожнина в металі
Для малої порівняно з довжиною хвилі порожнини, наприклад, вакансійної пори, в металі частоти локалізованих плазмонів визначаються рівнянням
{\displaystyle \varepsilon _{m}(\omega )=-{\frac {l}{l+1}}}.
Як і у випадку малої металевої частки найсуттєвішою є дипольна мода. Частоти локалізованих плазмонів лежать нижче за плазмову частоту в області непрозорості металу, тому поверхневі плазмові резонанси можна спостерігати лише в спектрах відбиття чи на тонких металічних плівках. У спектрах відбиття металів із порожнинами локалізовані плазмони проявляються у вигляді провалів.